# Funktionsweise der Nähmaschine
Dieser Artikel beschreibt die technische Funktionsweise von Näh- und Stickmaschinen, also die zwischen etwa 1830 und 1900 entwickelten Verfahren, eine gewünschte Naht mittels einer Maschine zu erzeugen. Diese Verfahren sind ein fester Konstruktionsbestandteil der Maschine und definieren, wie der oder die eingesetzten Fäden verknotet werden, um ihn bzw. sie im Stoff zu verankern. Das Muster, das mit der Naht erzeugt wird, ist weitgehend unabhängig vom Nähverfahren, wenngleich einige spezielle Muster bevorzugt mit einer bestimmten Maschinenkonstruktion erzeugt werden.
Die mechanischen Beschreibungen in diesem Artikel basieren auf Maschinen aus dem Beginn des 20. Jahrhunderts. Ihr Aufbau entspricht im Wesentlichen noch den heutigen Näh- oder Schifflistickmaschinen, wenngleich auch einige der beschriebenen Verfahren nur noch selten angewendet werden. Wo nötig, wird auf heute übliche Varianten hingewiesen oder Abschnitte als veraltet gekennzeichnet. Dass trotzdem vieles noch Gültigkeit hat, hat damit zu tun, dass der Zeitraum zwischen 1890 und 1910 als Hochblüte der Textil- und insbesondere der Stickereiindustrie gilt und daher auch die bedeutendsten Entdeckungen in diese Zeit fielen.

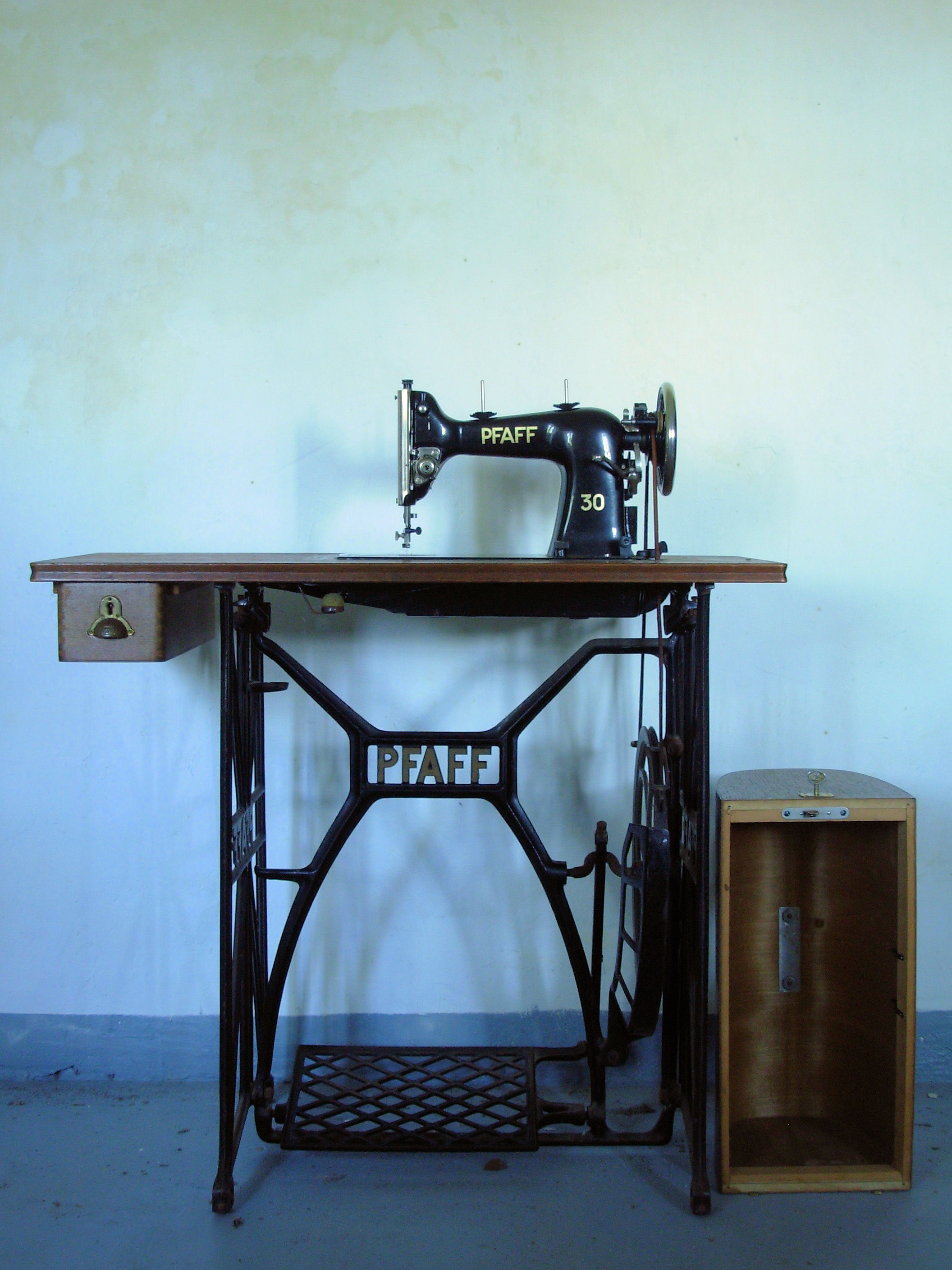
Eine Nähmaschine aus den 1930er Jahren mit Fußbetrieb

## Grundsätzliches

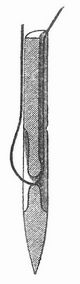
Fig. 1. Schnitt durch die Spitze einer Maschinen-
nadel

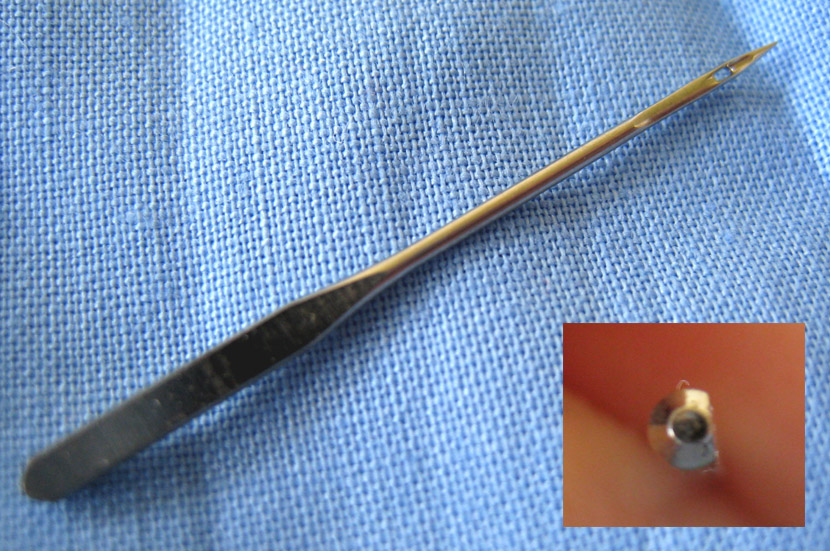
Fig. 1a Moderne Nähmaschinennadel mit Flachkopf zur Arretierung in der Maschine

Beim Maschinennähen muss der Nadelfaden, wenn die Nadel den Stoff durchstochen und dann wieder aus ihm heraustreten soll, auf der Unterseite des Stoffes eine Schlinge bilden. Der im Stoff steckende Faden wird dazu durch die Reibung zurückgehalten. Um eine Naht zu bilden, muss nun durch die erzeugte Schlinge ein zweiter Faden hindurchgeführt werden, der verhindert, dass die Schlinge wieder aus dem Stoff herausgezogen wird, oder es müssen zum gleichen Zweck die einzelnen nacheinander entstehenden Schlingen miteinander verknüpft werden. Im ersten Falle hat man es mit Zweifadennähmaschinen, die in Schnurstich- und Doppelsteppstich-Maschinen unterschieden werden und im letztern Falle mit Einfaden- oder Kettenstich-Maschinen zu tun.
Die Nähmaschinennadel ist so konstruiert, dass sie eine möglichst zuverlässige und fehlerfreie Naht erzeugen kann. Die gewöhnliche, je nach ihrer Bewegungsart gerade oder gekrümmte Maschinennadel hat auf einer Seite (Fig. 1) eine lange Nut, die den von der Garnrolle kommenden Faden aufnimmt, wodurch längs dieser Nut die Schlingenbildung verhindert wird. Die Nut vermindert die Reibung am Stoff und erleichtert so das Nachlaufen des Fadens beim Einstechen der Nadel. Auf der anderen Seite der Nadel, die dem Schlingenfänger zugekehrt ist, soll der mit dem Stoff verbundene Faden eine Schlinge werfen. Dies ermöglicht der kleine, unmittelbar über dem Nadelöhr in der langen Nut sitzende Höcker. Die kurze Nadelnut, der langen gegenüberliegend, dient lediglich zur Schonung des Fadens durch Aufnahme desselben während des Durchstechens des Stoffes.
Die mechanischen Teile auf der Unterseite des Stoffes und der Maschine, durch die ein zweiter Faden in die Nadelfadenschlinge eingeführt oder mit deren Hilfe die Verbindung einer Schlinge mit der anderen ermöglicht wird, werden Schlingenfänger genannt. Sie unterscheiden sich voneinander in Gestalt und Arbeitsweise, je nach der Art des zu bildenden Stiches. Für den allgemeinen Gebrauch kommen nur drei Sticharten in Betracht: der Kettenstich, der Schnurstich und der Doppelsteppstich.

## Maschinen für verschiedene Stichtypen
Je nach Eigenschaften der gewünschten Naht werden verschiedene Sticharten verwendet. Da sich diese teilweise grundlegend unterscheiden, müssen die Maschinen für bestimmte Nähte besonders konstruiert sein. Der wesentliche Unterschied besteht darin, ob nur mit einem einzigen Faden oder mit Ober- und Unterfaden genäht wird. Der Kettenstich erfolgt mit einem Faden, die anderen beschriebenen Verfahren verwenden zwei Fäden.

### Kettenstichmaschinen
Der Kettenstich oder Tamburierstich wird wegen seines kettenartigen Aussehens so genannt und benötigt je nach Stoffstärke und Stichlänge das 3½-4fache der Nahtlänge an Garn. Er kann mittels eines rotierenden oder oszillierenden Greifers oder mittels einer Häkelnadel in Verbindung mit einem Schlingenleger hergestellt werden. In den ersten beiden Fällen hat der unten liegende Schlingenfänger die Nadelfadenschlinge nicht bloß zu erfassen. Er muss sie auch so lange festhalten und dabei ausdehnen, bis die Nadel beim nächsten Stich in die offen gehaltene Schlinge eingetreten ist, wonach er dann die neue Schlinge erfasst, welche somit nun in der ersten sitzt und diese bindet. Dieser Vorgang, an einem Wilcox-&-Gibbs-Greifer gezeigt, wird durch Fig. 2 erläutert.
Auf dem letzterwähnten Prinzip der Herstellung des Kettenstichs beruht Bonnaz’ Tamburiermaschine und mehrere in der Lederindustrie benutzte Nähmaschinen. Während die Nadel noch in der letzten Schlinge steckt, wird der Nähfaden in den Haken der Nadel gelegt, die ihn nun durch die letzte Schlinge zieht und diese somit verriegelt (Fig. 3). Der Haken der Hakennadel ist etwas nach innen gebogen, und ihre Öffnung muss gerade von dem zu benutzenden Garn ausgefüllt werden. Eine Reihe fertig gebildeter Stiche veranschaulicht Fig. 4. Einmal hat der Greifer die Schlinge nicht erfasst; es ist ein Fehlstich entstanden, von dem ab die vorhergehende Naht lösbar ist. Auch wenn man an dem freien Ende des Fadens zieht, lässt sich die ganze Naht wieder ausfädeln. Um dies zu verhindern, ist er nachträglich von Hand festzunähen. Kettenstichnähmaschinen finden wegen der elastischen Naht für Spezialzwecke vielfach Verwendung. In Fig. 4b ist eine solche Spezialmaschine abgebildet. Man gibt dem Wilcox-&-Gibbs-Greifer zur Erzielung einer besonders elastischen Naht, wie solche bei Trikotnähereien verlangt wird, nach hinten eine zweite Spitze, die bewirkt, dass der Fadenanzug sanfter geschieht.

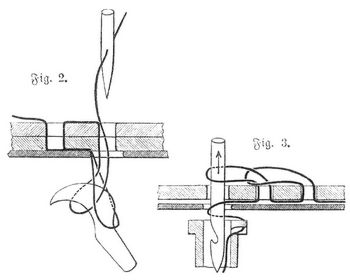
Fig. 2 und 3. Kettenstichbildung mit zwei verschiedenen Verfahren
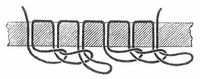
Fig. 4. Schema des Kettenstichs. In der Mitte ist ein Nähfehler zu erkennen
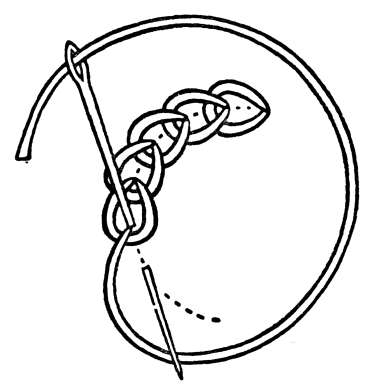
Fig. 4a. Kettenstichbildung von Hand. Deutlich ist hier zu erkennen, weshalb der Stich so heißt.
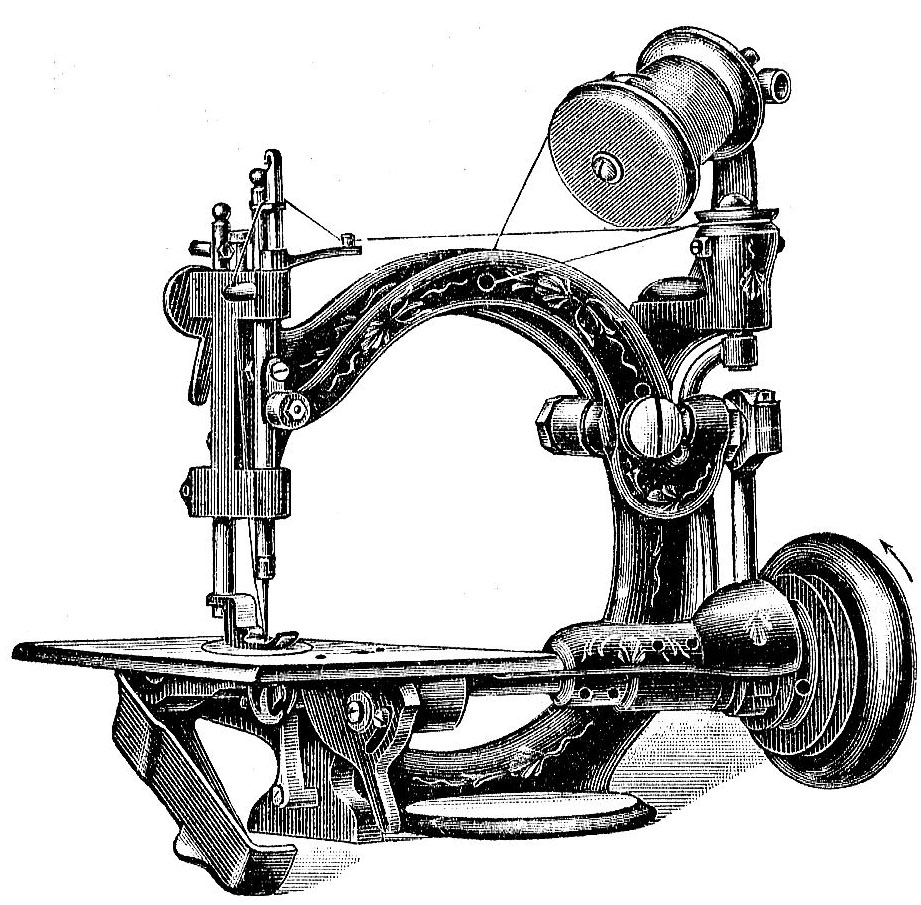
Fig. 4b. Kettenstichnähmaschine

### Schnurstichmaschinen
Der Schnurstich (Knoten-, Doppelkettenstich) bedarf je nach der Stoffstärke und Stichlänge das 4½- bis 6-fache der Nahtlänge an Garn. Er kann mittels einer öhrspitzigen Nadel in Verbindung mit einer schwingenden, sogenannten Zirkuliernadel, oder mit einer zweiten öhrspitzigen Nadel mit zweifacher Bewegung hergestellt werden. Eine Maschine der letzteren Art ist in Fig. 5a abgebildet. Die Bildung des Stiches mit Hilfe der Zirkuliernadel von Grover und Baker zeigt Fig. 5. Die letztere oszilliert infolge des Auf- und Abgleitens des Nadelarms längs einer schraubenförmig gewundenen Spindel, auf deren oberem Ende sie sitzt, um die obere Nadel in einem Bogen von etwa 240°. Die Verschlingung des unteren Bindefadens mit dem oberen Faden geschieht in der Weise (Fig. 6), dass der Bindefaden durch die erste Nadelfadenschlinge, dann um die zweite Schlinge herum, durch die erste zurück und in die zweite hineingeht. Es findet also eine Durchdringung und Umschlingung der Oberfadenschlinge statt.
Diese anscheinend komplizierte Verschlingung der Fäden wird sofort klar, wenn man beachtet, dass, während die Zirkuliernadel noch in der ersten Schlinge sitzt, die obere Nadel hinter dem Faden der Zirkuliernadel einsticht, und diese sich nun aus der ersten Oberfadenschlinge herauswindet und dabei die obere Nadel und die nächste Schlinge derselben umschlingt. Ist das geschehen, bildet die Obernadel eine Schlinge, in welche die Zirkuliernadel infolge einer Drehung, die der eben vollendeten entgegengesetzt ist, eindringt. So wiederholt sich das Spiel.
In Fig. 6, die eine Reihe fertig gebildeter Stiche zeigt, sind zwei vorkommende Arten von Fehlstichen dargestellt. Bei dem Fehlstich a ist die obere Nadel nicht in die Schlinge der Zirkuliernadel eingetreten; ein solcher Fehlstich macht sich auf der oberen Seite des Stoffes nicht bemerkbar. Beim Fehlstich b ist die Zirkuliernadel nicht in die Schlinge der oberen Nadel eingetreten, und infolgedessen wird diese Schlinge wieder nach oben gezogen, und es entsteht ein langer Stich. Auch die Schnurnaht ist lösbar; denn wenn man am Fadenende c zieht, so winden sich alle Schlingen des Unter- oder Bindefadens aus denen des Oberfadens heraus. Die Schnurnaht findet jetzt nur noch zur Erzeugung einer sehr elastischen Naht oder einer Ziernaht Verwendung. Im letztern Falle hat man sogar Schnurstich-Nähmaschinen mit doppelten Stichbildungsorganen angewendet.

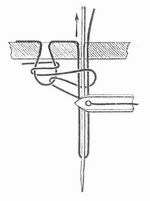
Fig. 5. Stichbildung mit der Zirkuliernadel
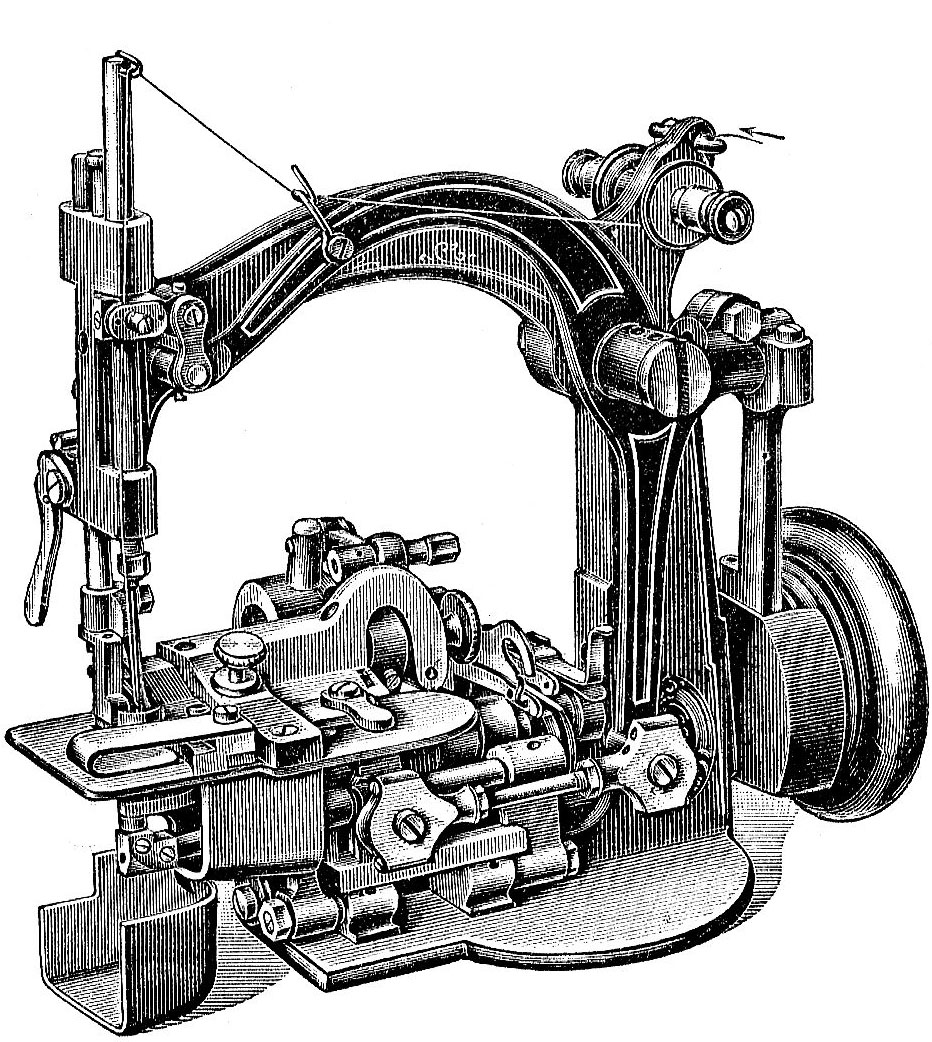
Fig. 5a. Schnurstichmaschine
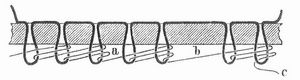
Fig. 6. Verschlingung des unteren Bindefadens mit dem oberen Faden

### Der Doppelsteppstich
Die folgenden Verfahren sind bei neueren Näh- oder Stickmaschinen üblich. Sie verwenden zwei Fäden. Der Oberfaden wird von oben mit der Nadel durch den Stoff geführt. Der Unterfaden wird in einer meist beweglichen Kapsel im unteren Teil der Maschine aufbewahrt.
Die Herstellung des Stiches erfolgt in der Weise, dass entweder
1. ein zweiter Faden in die Schlinge des Oberfadens mittels eines Schiffchens (Langschiffchen) geführt wird, das den zweiten Faden auf einer Spule in seinem Innern birgt;
2. der Oberfaden mittels eines Greifers um eine ruhende, den zweiten Faden aufnehmende Spule herumgezogen wird;
3. der Oberfaden mittels eines greiferähnlichen Schiffchens (Greiferschiffchen) um eine mit diesem bewegliche, den zweiten Faden fassende Spule gezogen wird.

Je nachdem, welche dieser Schlingenfängermechanismen zur Herstellung des Doppel- oder Zweifadensteppstiches verwendet wird, hat man es mit einer Langschiffchen-, Greifer- oder Greiferschiffchenmaschine zu tun. Die einzelnen Gattungen der Schlingenfänger zerfallen in weitere besondere Arten:
| Langschiffchen                               |                                              |                                     |                                     |
| Gerad-Langschiffchen                         | Gerad-Langschiffchen                         | Bogen-Langschiffchen                | Bogen-Langschiffchen                |
| Seitlich offen                               | Hinten offen (Zylinderschiffchen)            | Seitlich offen                      | Hinten offen (Zylinderschiffchen)   |
| Greifer                                      |                                              |                                     |                                     |
| frei laufend: Gewöhnlicher Greifer           | frei laufend: Gewöhnlicher Greifer           | geschlossen laufend: Ringgreifer    | geschlossen laufend: Ringgreifer    |
| Greiferschiffchen                            |                                              |                                     |                                     |
| frei laufend: gewöhnliches Greiferschiffchen | frei laufend: gewöhnliches Greiferschiffchen | geschlossen laufend: Ringschiffchen | geschlossen laufend: Ringschiffchen |

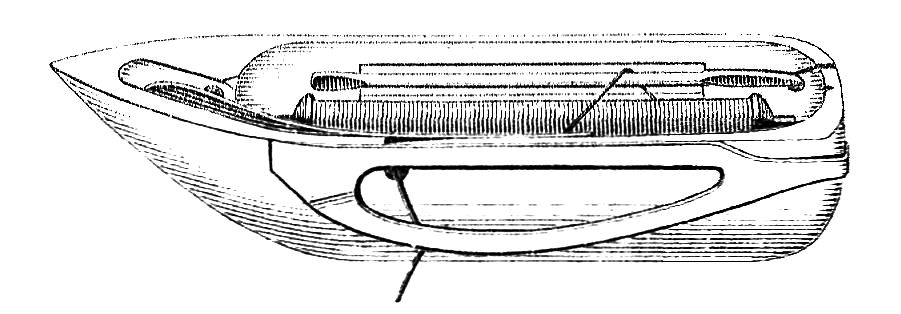
Fig. 7. Seitlich offenes Geradlangschiffchen
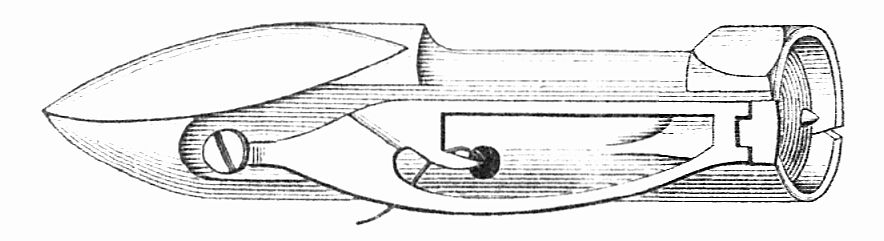
Fig. 8. Hinten offenes Bogenlangschiffchen
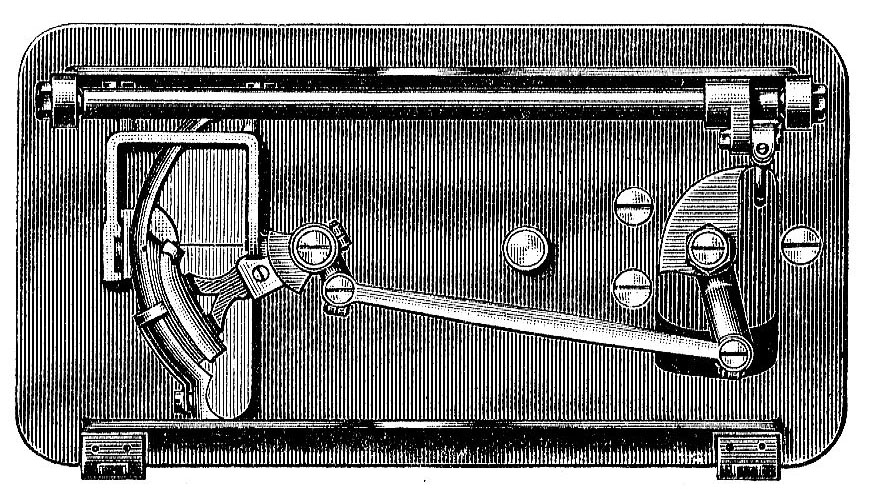
Fig. 8a. Unterseite einer Bogen-Langschiffchennähmaschine

Die Abbildungen 7–14 zeigen einige der charakteristischen Schlingenfänger für Zweifadenmaschinen. Fig. 8 stellt ein seitlich offenes Geradlangschiffchen mit eingelegter Spule dar. Der Faden erhält die für den Anzug des Stiches erforderliche Spannung teils durch die Lagerung der Spule zwischen einem Piston und der hinteren Schiffchenwand, teils durch die innen liegende Blattfeder.
Schiffchenstickmaschinen verwenden ein vergleichbares Verfahren, weswegen sie so benannt werden. Der Unterschied besteht lediglich darin, dass dutzende oder hunderte von Nadeln parallel arbeiten.
Die äußere Blattfeder dient lediglich der Leitung des Fadens. Sie verhindert, dass der Faden mit der Nadel oder dem Stoffschieber kollidieren kann, während sich das Schiffchen hin und her bewegt. Fig. 8 veranschaulicht ein hinten offenes Bogenlangschiffchen (Zylinderschiffchen). Dabei liegt die Spule lose im Schiffchen, und der Faden erhält durch die äußere Feder Führung und Spannung zugleich.

Ringgreifer
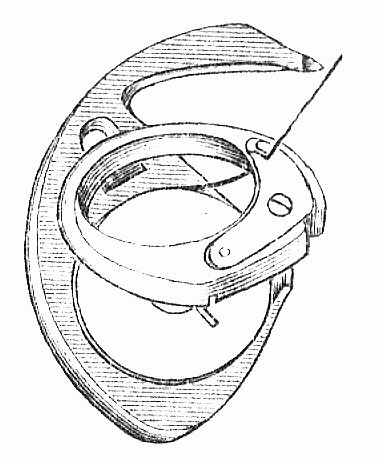
Fig. 9. Ringschiffchen
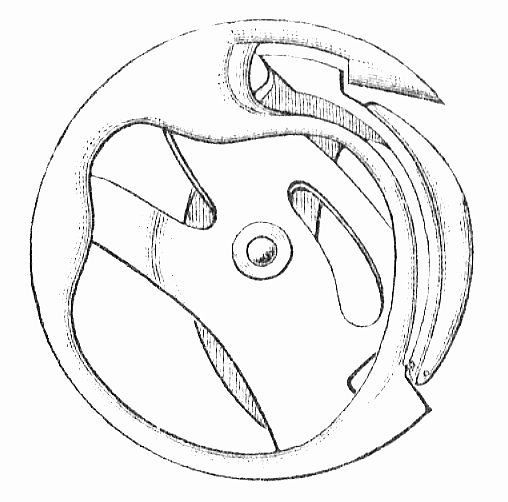
Fig. 10. Ringgreifer
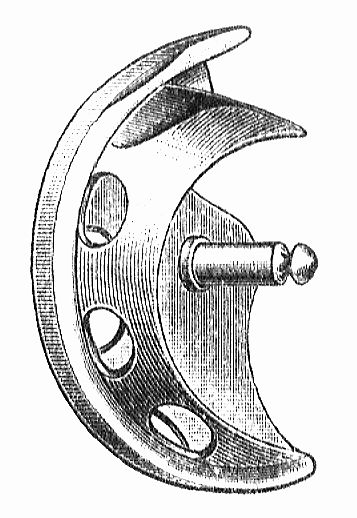
Fig. 11. Oszillierender Ringgreifer, nur die vordere Hälfte ist dargestellt
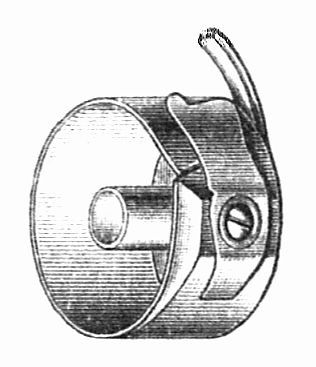
Fig. 12. Spulengehäuse
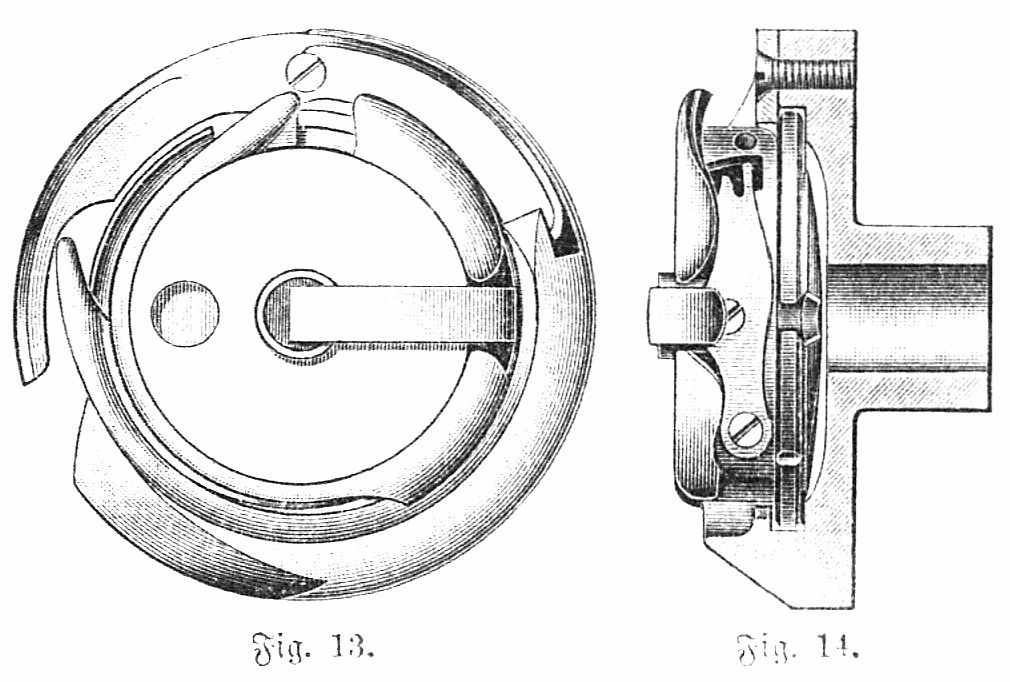
Fig. 13 und 14 Verkuppelung des Spulengehäuses mit dem Greifer. Vorder- und Seitenansicht
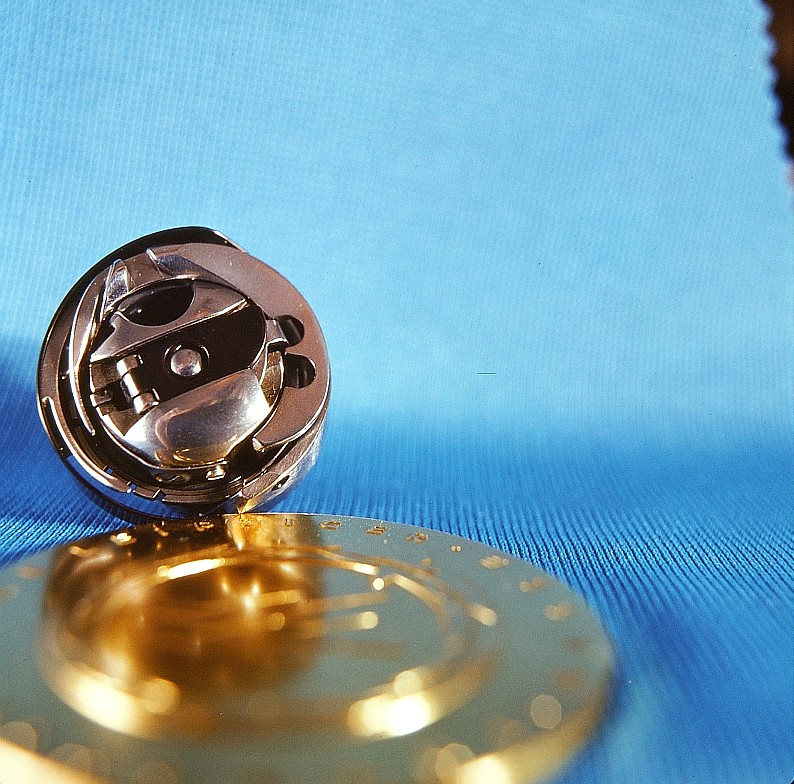
Fig. 14a. Ringgreifer mit Spulengehäuse einer modernen Nähmaschine
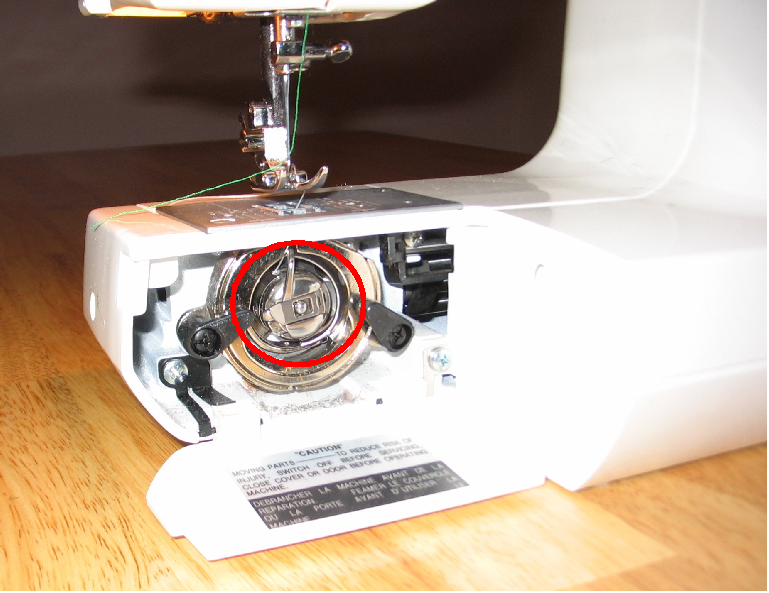
Fig. 14b. Ringgreiferkapsel

Bei dem Ringschiffchen (Fig. 9) ist auf dem umklappbaren Deckel desselben die Fadenspannfeder angebracht. Durch den im Deckel innen vorspringenden Rand, gegen den die Spule mittels einer zarten Blattfeder angedrückt wird, wird die Spule gefangen und gehalten. Fig. 10 stellt einen rotierenden Ringgreifer mit Treiber dar. Der erstere besitzt in der Mitte einen Zapfen, auf den die Spule nebst der sie umgebenden Kapsel, welche die Spannungsfeder trägt, aufgeschoben wird.

Fig. 14d. Animation des Nähvorgangs mit einem Ringgreifer

Das Ganze wird durch einen vorgeschobenen Hebel gegen ein Abgleiten vom Zapfen des Greifers gehalten. Fig. 11. zeigt eine Hälfte des Ringgreifers. Auf die mittlere Achse wird das Spulengehäuse gesteckt. Das Spulengehäuse ist in Fig. 12 abgebildet. Die Spule wird in das Gehäuse eingesetzt und dieses anschließend auf den Dorn des Greifers gesetzt. Eine Kerbe oder eine vorstehende Nut sorgt dafür, dass das Spulengehäuse nur in einer Stellung in den Ringgreifer eingesetzt werden kann und gegen Verdrehen geschützt wird. Der Faden ragt aus der Kerbe des Spulengehäuses heraus und wird von einer schwachen Feder vor unkontrolliertem Abrollen geschützt. Eine geringfügig andere Verkuppelung des Spulengehäuses mit dem Greifer zeigen Fig. 13 und 14; sie kommt bei der Phönix-M-Maschine vor. Hierbei hat das Spulengehäuse eine Rippe, mit der es in eine im Kessel des Greifers befindliche Nut greift. Das Gehäuse wird von der Seite in die Nut eingeschoben und durch ein Verschlussstück in dieser gehalten.

Fig. 14d. zeigt anhand einer Animation, wie das Nähen mittels eines Ringgreifers funktioniert. Die meisten modernen Nähmaschinen verwenden eine Konstruktion, die vom Prinzip her diesem Verfahren mit Ringgreifer und Kapsel entspricht.

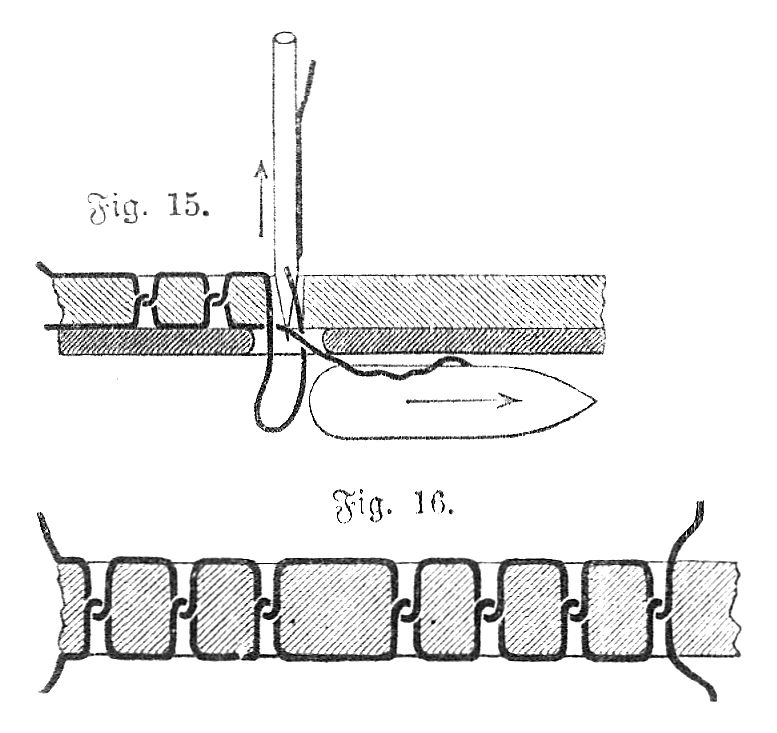
Fig. 15 und 16 Doppelsteppstich

Bei Schiffchenmaschinen geschieht der Anzug des Unterfadens durch das Ausfahren des Schiffchens; Greifermaschinen haben zu diesem Zweck Nasen oder ansteigende Kanten am Greifer, an denen der Unterfaden entlanggleitet und dabei im angemessenen Augenblick aus der Spule gezogen wird. Auch geschieht bei einigen Greifermaschinen der Anzug des Unterfadens mittels eines besonderen, ihn erfassenden, mit Fadenfänger ausgestatteten Schieber.
In welcher Weise der Oberfaden mit dem Unterfaden verriegelt wird, ersieht man aus den Fig. 15 und 16. In Fig. 16 ist auch ein Fehlstich abgebildet. Das Nichterfassen der Nadelfadenschlinge hat nur einen langen Stich zur Folge, auf die Festigkeit der Naht hat dies keinen Einfluss. Ist die Stichweite nicht zu groß, sind solche Fehler beim Geradstich auch kaum zu erkennen. Beim Sticken sind solche Fehler hingegen schwerwiegend, da der Stoff nach jedem Stich in eine andere Richtung bewegt wird und daher beim Auslassen eines Stiches eine sichtbare Lücke entstehen kann.

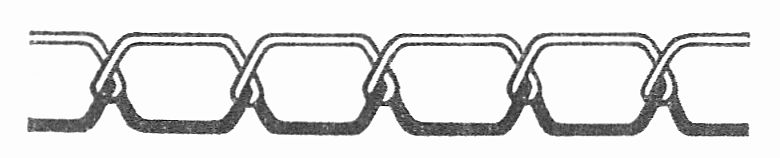
Fig. 17. Verknoteter Doppelstich

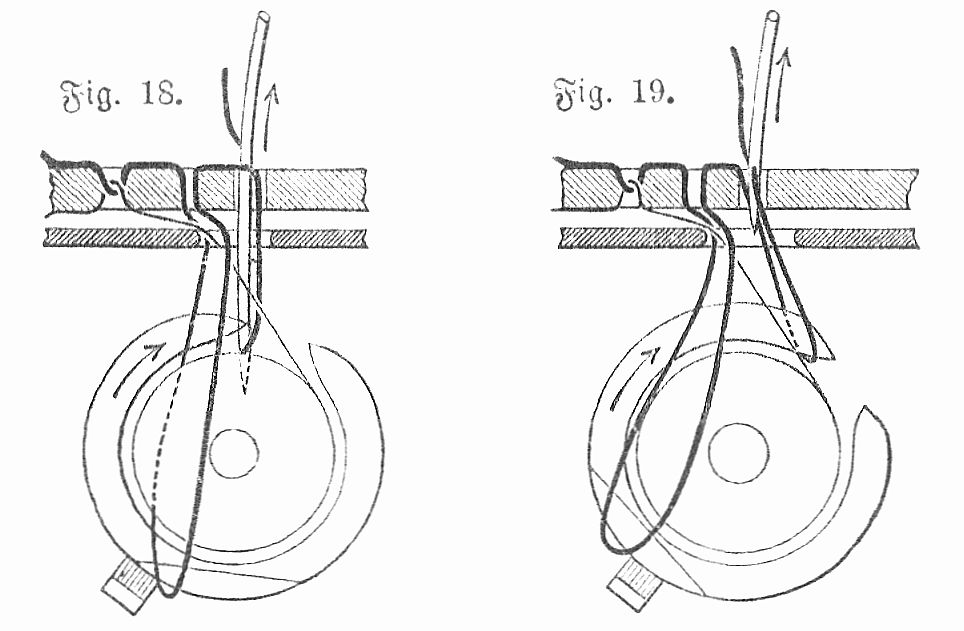
Fig. 18 und 19. Stichbildung bei der Wheeler-&-Wilson-Maschine

Diese Eigenschaft des Steppstichs in Verbindung mit seinem geringen Garnverbrauch verschafft ihm für den allgemeinen Gebrauch einen Vorteil gegenüber dem Ketten- und Schnurstich. Langschiffchenmaschinen jeder Art nähen vor- und rückwärts stets den einfachen Doppelsteppstich, weil der Schlingenfänger mit dem Unterfaden innerhalb der Oberfadenschlinge bleibt. Dagegen nähen Maschinen, bei denen der Unterfaden sich von vornherein außerhalb der Nadelfadenschlinge befindet und erst dadurch in die Schlinge gerät, dass der Oberfaden mittels des Schlingenfängers über die Unterfadenspule gezogen wird, vor- oder rückwärts nicht immer den einfachen, sondern bisweilen den verknoteten Doppelsteppstich, der in Fig. 17 abgebildet ist.
Einer besonderen Erläuterung bedarf die Schlingenbildung (Fig. 18 und 19) der älteren Wheeler-&-Wilson-Maschine mit gebogener Nadel, weil bei dieser erst die nachfolgende Schlinge die vorhergehende weg- und zuzieht. Die erste Schlinge wird dabei durch eine den Greiferrand streifende Bürste aufgehalten, bis die zweite Schlinge von der Greiferspitze erfasst wird. Dann kann die erste Schlinge zwischen Bürste und Greifer hindurchschlüpfen, weil in diesem Moment ein zurückspringender Teil, die Fadenabfallfläche des Greifers, an der Bürste vorbeigeführt wird und den Faden freigibt.

## Spezielle Nähte

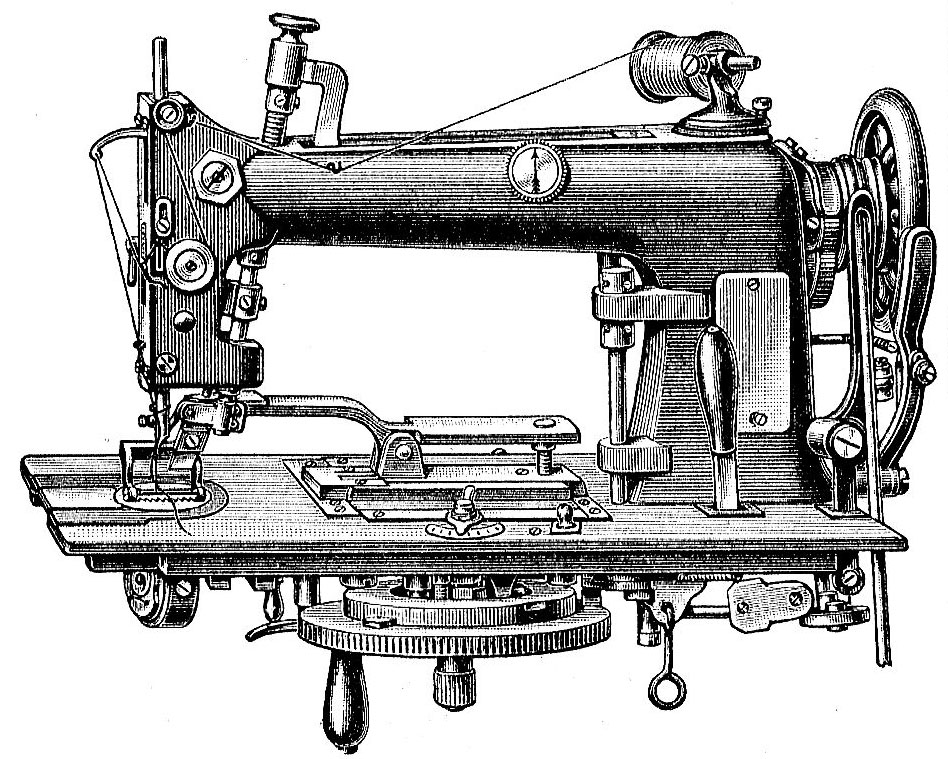
Fig. 19a. Knopflochnähmaschine

Von den sonst noch zu erwähnenden Nähten seien die Überwend- und die Ziernaht hervorgehoben. Erstere wird besonders zur Besäumung von Knopflöchern angewendet. Dabei wird entweder der Stoff unter der Nadel hin und her geführt, oder die Nadel erhält außer der Bewegung in der Richtung ihrer Achse eine senkrechte Bewegung dazu. In beiden Fällen sticht die Nadel abwechselnd einmal in die Öffnung und dann in den Rand des Knopfloches, wodurch sich um den Rand desselben eine Naht bildet. Eine solche Maschine zeigt Fig. 19a. Auch mit Hilfe eines Schlingenlegers kann die Überwendnaht hergestellt werden. Ziernähte verschiedener Art können leicht erzeugt werden, wenn der Nadelstange außer ihrer gewöhnlichen Bewegung eine veränderliche Querbewegung erteilt wird und wenn gleichzeitig ein Stoffschieber verwendet wird, der den Stoff in verschiedener Stichlänge vorwärts und rückwärts schiebt.
Für besondere Näharbeiten, zum Beispiel Säumen, Kappen, Bandaufnähen, Bandeinfassen, Kräuseln, Falten, Schnuraufnähen, Zierstichnähen, werden den Nähmaschinen besondere Füßchen oder besondere Nadeln beigegeben.

## Stofftransport

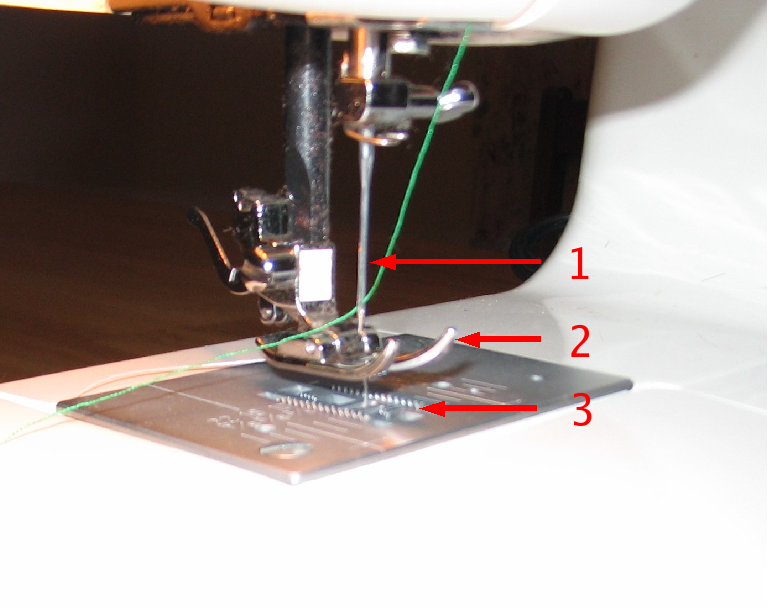
Fig. 19b. (Unterer) Transportmechanismus einer modernen Maschine (3)

Untertransporteur bewegt den Stoff (im Bild nach links)

Außer den Stichbildungsorganen (Nadel- und Schlingenfänger) bedarf jede Nähmaschine eines Mechanismus, der den Stoff vorschiebt, sobald die Nadel den Stoff verlässt. Dies ist der Stoffschieber. In der Regel besteht dieser aus einer gerade geführten hin und her sowie auf und ab gehenden Schiene, auf der ein verzahnter, in der Höhe verstellbarer Lappen sitzt, der direkt den Vorschub des Stoffes besorgt. Die Bewegung der Schiene, die als Wilsons Viereckbewegung bekannt wurde, ist teils kraftschlüssig, teils zwangläufig. Bei schnellgehenden Maschinen (3000 Stiche in der Minute) muss sie ganz zwangläufig sein. Der Transport kann auch durch ein periodisch drehendes, fein verzahntes Rad (Schubrad) geschehen, oder mit Hilfe des gezahnten, bei einigen Maschinen auch mit einem nach jeder Richtung einzustellenden Presserfußes. Es gibt auch Maschinen, die sowohl eine untere als auch eine obere Transportführung haben, um einen möglichst gleichmäßigen Stoffvorschub zu gewährleisten.
Der Ausschlag des Stoffschiebers, d. h. seine Einstellung auf die gewünschte Stichlänge, wird durch den Stichsteller geregelt; jedoch bei den Stoffschiebern mit Viereckbewegung in verschiedener Weise. Der größte Ausschlag (größte Stich) des Stoffschiebers wird von dem Anfangs- und Endpunkt seiner Bewegung bestimmt. Nun kann man den Weg des Stoffschiebers entweder dadurch verkürzen, dass man ihn vom Anfangspunkt des größten Stiches seine Bewegung beginnen und vor dem Endpunkt aufhören lässt, oder dadurch, dass man die Bewegung im Endpunkt aufhören, aber hinter dem Anfangspunkt beginnen lässt. Beide Arten der Stichänderung sind im Gebrauch; die letztere ist die einfachere aber dennoch nur noch selten angewendete (zum Beispiel bei der Maschine in Tafel I, Fig. 3 unten). Dabei wird der Stoffschieber von einer unrunden Scheibe bewegt und bei kleinerem Stich mittels des Stichstellers von derselben abgerückt, so dass ihre Exzentrizität nicht vollständig ausgenutzt wird. Die zweite Art der Stichänderung kann auf viererlei Weise geschehen, die hier zu besprechende ist die beste und am meisten angewendete. Dabei liegt gegen den Stoffschieberexzenter, durch den der Vorschub geregelt wird, ein Hebel, der mit der Stoffschieberschiene verkuppelt ist und der einen veränderlichen Drehpunkt hat. Die Verschiebung des letztern mittels des Stichstellers gestattet die Ausnutzung der Exzentrizität des Vorschubexzenters zur Stichänderung innerhalb gegebener Grenzen. Stoffschieberkonstruktionen der letztern Art zeigt die untere Ansicht der Maschine 2 auf Tafel I. Mittels des unter Federdruck stehenden Stoffpressers (Tafel I. Fig. 8, und Tafel II, Fig. 4) wird der Stoff auf den Stoffschieber niedergedrückt; durch einen Hebel lässt er sich, um entweder die Naht zu verfolgen oder den Stoff zu entfernen, hoch heben.
Der während der Stichbildungsperiode für die Nadel und den Schlingenfänger benötigte lose Faden und seine Beiseiteschaffung nach der Stichbildung erfolgt durch den Fadengeber, indem dieser den Weg des Fadens zwischen Spannungsapparat und Nadelöhr abwechselnd verkürzt und verlängert. Durch die Verkürzung des Weges wird loser Faden beschafft. Die Einschaltung eines Fadengebers in den durch Ösen etc. vorgeschriebenen Weg des Fadens, d. h. in die Fadenleitung, macht diese, da der Fadengeber selbst beweglich sein muss, beweglich. Meistens besteht der Fadengeber aus einem schwingenden Hebel, der von der Nadelstange oder einem Kurvengetriebe (Tafel I, Fig. 6, und Tafel II, Fig. 4) seine Bewegung erhält. Geschieht die Fadengebung ohne Hebel, also direkt durch die Nadelstange, so ist vor dem Nadelöhr eine Klemmspannung nötig, die den Faden so lange festhält, bis die Nadelspitze in den Stoff sticht und ihn dann freigibt. Alternativ kann eine Fadenanzugsfeder verwendet werden, die den von der Nadelstange zu früh lose gemachten Faden wegzieht und die gegen einen Anschlag stößt, sobald die Nadel in den Stoff sticht, um dieser den lose werdenden Faden zur Verfügung zu lassen. Für schnell nähende Greifermaschinen hat man mit gleichförmiger oder ungleichförmiger Geschwindigkeit rotierende Fadengeber konstruiert. Hierbei wird der Fadenweg dadurch abwechselnd verkürzt und verlängert, dass die bewegliche, innerhalb zweier den Faden einschließenden Scheiben liegende und mit diesen sich drehende Fadenstütze ihren Ort gegen zwei feste Fadenstützen wechselt. Gleichförmig rotierend ist die Bewegung des Fadengebers dann, wenn auch der Schlingenfänger zwar gleichförmig umläuft, sich aber während des einmaligen Auf- und Niederganges der Nadel zwei- oder dreimal dreht; letzteres lediglich zu dem Zwecke, Stöße in der Maschine, die sich aus der ungleichförmigen Bewegung ergeben, zu vermeiden. Eine Maschine dieser Art zeigt Tafel I, Fig. 10, und Tafel II, Fig. 1.

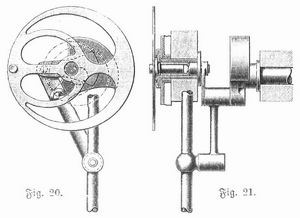
Fig. 20 und 21. Fadengeber der Phönix-M-Maschine

Rotiert der Schlingenfänger mit ungleichförmiger Geschwindigkeit, so auch der rotierende Fadengeber, und zwar unter Anwendung der mechanischen Mittel, die auch für den Schlingenfänger benutzt werden. Einen Fadengeber letzterer Art, bei der Phönix-M-Maschine (Tafel II, Fig. 2) angewendet, zeigt Fig. 20 und 21. Ist die Fadenleitung wie bei der älteren Wheeler-&-Wilson-Maschine (Tafel I, Fig. 8) unbeweglich, so wird der während der Stichbildungsperiode nötige lose Faden vom Schlingenfänger gleich anfangs (Fig. 18 und 19) von der Garnrolle abgezogen, und es wird, wie schon erwähnt worden ist, der vorhergehende Stich erst durch den nachfolgenden fertig gebildet.

## Spannungsbildung
Da die Spannung des Fadens für das Gelingen der Naht von größtem Einfluss ist, sind bei jeder Nähmaschine auch Spannungsapparate für den Ober- und Unterfaden nötig. Bei der Besprechung der Schlingenfänger ist auf die Unterfadenspannung schon hingewiesen worden. Der Oberfaden erhält seine Spannung dadurch, dass man ihn entweder zwischen Scheiben festklemmt, oder dass man ihn einmal um die Nut einer sich drehenden, unter Federdruck stehenden Scheibe schlägt, oder endlich, dass man ihn mehrmals um die Mantelfläche eines Rotationskörpers windet. In allen Fällen ist die Reibung, die der angezogene Faden zu überwinden hat, die Ursache der Spannung. Mittels Spannungsauslösungen wird in den beiden ersten Fällen, meistens durch Anhub des Stoffpresserhebels, die Spannungsvorrichtung außer Tätigkeit gesetzt, wenn man den Stoff von der Maschine entfernen will.

## Umspulvorrichtungen

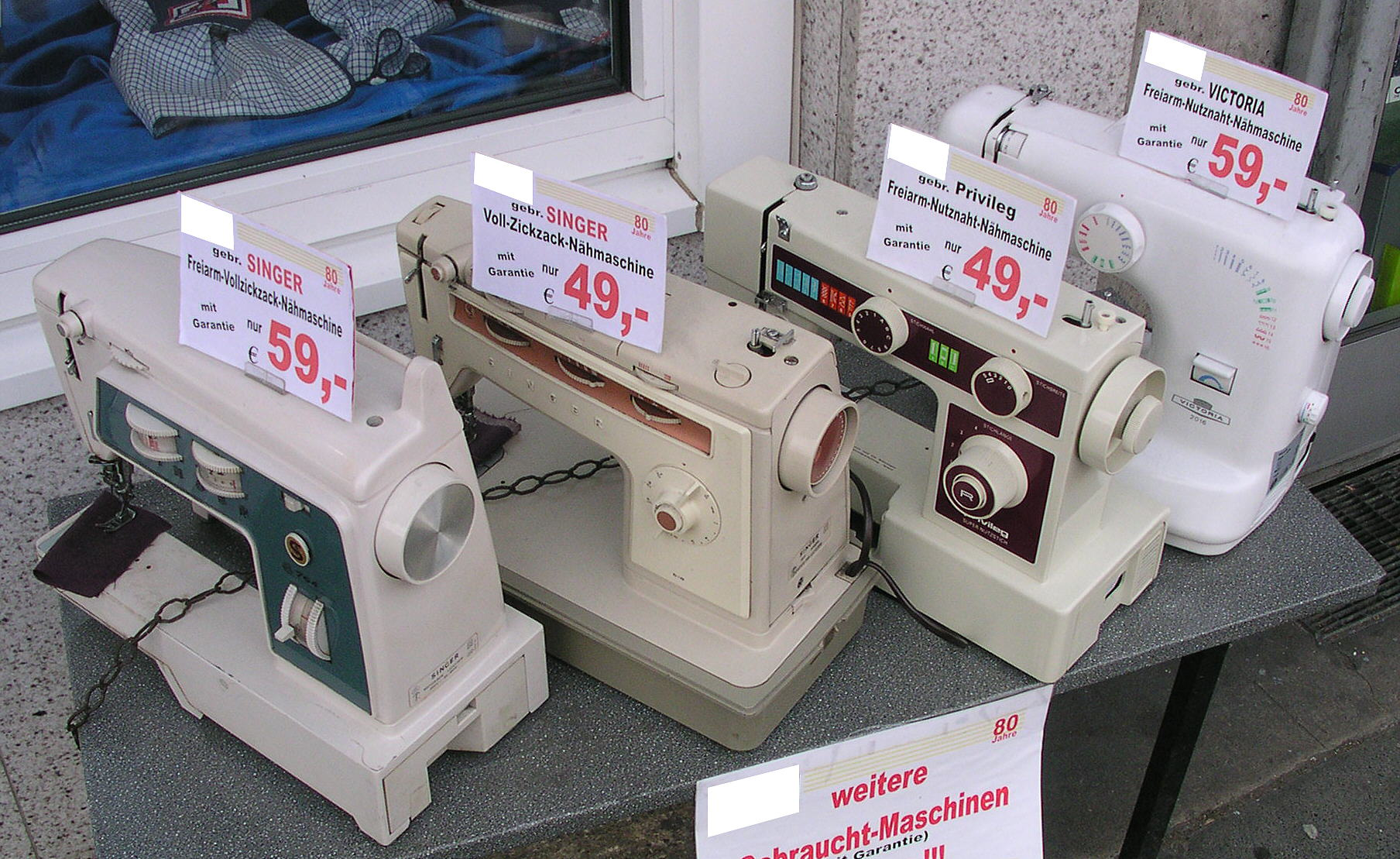
Fig. 22. Vier Nähmaschinenmodelle. Deutlich sichtbar ist an diesen Maschinen das große Schwungrad rechts und die Umspulvorrichtung oben

Für das Aufspulen des Unterfadens auf die besonderen Spulen sind eigene Spuler erforderlich. Dieselben sind für die Greifer und Greiferschiffchenmaschinen von einfacher Konstruktion. Für diese besitzen sie eine vom Schwungrad angetriebene Welle, auf welche die Spule aufgesteckt wird, und die Leitung des Fadens auf die Spule geschieht meistens von der Hand, was auch wegen der geringen Breite derselben vollkommen genügt. Für die längeren Schiffchenspulen, jedoch auch für breitere Greiferspulen hat man die selbsttätige Aufwickelung des Fadens eingeführt. Besonders haben sich die Carterspuler bewährt. Ihre Konstruktion beruht darauf, dass der Faden, nachdem er durch eine zarte Klemmspannung gegangen ist, über einen parabolischen Leitsteg und von diesem auf die sich drehende Spule gelangt. Vermöge des Leitstegs legt sich Faden an Faden, und verbürgt wird diese regelmäßige Aufwindung noch durch eine gegen die Spule sich legende, federnde Klappe, die allmählich von der sich füllenden Spule zurückgedrängt wird und bei voller Spule eine Klinke auslöst, die bisher den Spuler an das Schwungrad angepresst gehalten hat. Nach der Auslösung hört das Spulen von selbst auf.
Das Umschalten zwischen Umspulen und Nähen wird meist durch eine entsprechende Kupplung im Schwungrad vorgenommen. Dazu dient die in Fig. 22 bei den rechten Maschinen deutlich sichtbare innere Achse des Schwungrades, die ausgekuppelt werden kann, indem man das Schwungrad festhält und die Achse dreht.
Bei Industrienähmaschinen wird eine Riemenscheibe in die Transmission zwischen Elektromotor und Antriebsrad der Nähmaschine gekoppelt, die durch eine Mechanik die Spule antreibt, um so das Garn umzuspulen.

## Stopfen und Sticken
Man kann die Nähmaschine auch für Stopf- und Stickarbeiten und teilweise gar für Häkelarbeiten verwenden. Das Stopfen und Sticken geschieht mittels eines Rahmens, in den der Stoff eingespannt wird. Dieser wird nun in der notwendigen Stichlänge von der Hand unter der Nadel hin und her geschoben, nachdem man zuvor den Stoffpresser und Stoffschieber unwirksam gemacht und eine lose Spannung gegeben hat.

## Anwendungsformen
Es gibt Nähmaschinen für alle Bedürfnisse der Industrie und des Heimbedarfs. Beim Handbetrieb der Nähmaschine waren Rädervorgelege mit einer Übersetzung von 2½ üblich. Ein charakteristisches Beispiel hierfür war die Handmaschine »Meißen« (Tafel I, Fig. 1 und 2). Beim Fußbetrieb ruht die Maschine auf einer Holzplatte, die auf ein eisernes Gestell aufgeschraubt ist. Durch einen Tritt in Verbindung mit einer Schubstange und Kurbelachse wird eine auf der letzteren sitzende Schnurscheibe in Umdrehung versetzt, die vermöge eines Riemens ihre Bewegung auf die Schnurscheibe der Maschine überträgt. Das Übersetzungsverhältnis ist 1:4 bis 1:7. Zur Erzielung eines leichten Ganges haben mehrere Fabrikanten für die Trittstange und das Schwungrad des Gestells Kugellager angewendet. Nähmaschinen mit mechanischem Fußantrieb sind teilweise noch in Drittweltländern vorhanden, falls kein Strom verfügbar ist. Geblieben ist allerdings auch bei den elektrischen Maschinen ein Fußschalter, mit dem die Geschwindigkeit der Maschine geregelt werden kann, während beide Hände für das Führen des Stoffes frei bleiben.
Der folgende Abschnitt ist aus Sicht des Enzyklopädieschreibers von 1905 zu lesen. Da heute – außer in Drittweltländern, wie oben angedeutet – Strom großflächig verfügbar ist und Elektromotoren in jeder beliebigen Größe gebaut werden können, werden moderne Nähmaschinen immer mit eingebautem Elektromotor betrieben. Transmissionsantriebe oder gar Dampfmaschinen verwendet dafür natürlich niemand mehr.
Während die Handnäherin höchstens 50 Stiche in der Minute macht, kann die Maschinennäherin 500–600 und zeitweise sogar 1000 Stiche machen. Der Betrieb einzelner Maschinen durch Motoren kommt kaum in Betracht, obwohl Versuche nach dieser Richtung mit Feder-, Wasser-, Dampf- und elektrischen Motoren gemacht worden sind. Die Federmotoren sind zum Betrieb deshalb ungeeignet, weil die Energieaufnahmefähigkeit der Stahlfeder zu gering ist. Die Wassermotoren sind zu kostspielig und die Dampfmotoren belästigend im Betrieb. Der elektrische Betrieb durch kleine Dynamomaschinen, die neuerdings mehr in Aufnahme zu kommen scheinen, setzt eine Elektrizitätsanlage voraus, an die der mit der Nähmaschine verkuppelte Dynamo angeschlossen werden kann. Der Antrieb durch galvanische Batterien oder Akkumulatoren ist wegen der vielfachen Unbequemlichkeiten der erstern und der Schwere der letztern ausgeschlossen. Bei dem Betrieb mehrerer Nähmaschinen durch Elementarkraft spielt die Art des Motors keine Rolle, von Interesse ist dabei nur der direkte Antrieb der Nähmaschinen. Diese sind auf einem Werktisch aufgestellt, und ihr Antrieb erfolgt einzeln durch Riemenbetrieb von je einem Friktionsvorgelege. Alle Vorgelege werden von einer Transmissionswelle angetrieben, und ihre Verbindung kann mit jeder Maschine durch je einen Tritt oder Hebel gelöst oder hergestellt werden, so dass man die Maschine rasch in und außer Betrieb setzen kann. Die Geschwindigkeit, die man der Nähmaschine im Einzelfalle geben darf, findet ihre natürliche Grenze in der Erhitzung der Nadel, die je nach der Weichheit und Porosität des Stoffes früher oder später eintritt. Um die Erhitzungsgrenze hinauszuschieben, hat man für bestimmte Fabrikationszwecke die Nadel aufwärts vom Öhr dünner gemacht, damit die Reibung derselben im Stoff vermindert werde. Als äußerste Geschwindigkeitsgrenze darf man 3–4000 Stiche in der Minute bei ganz weichen, porösen Stoffen annehmen. Nach Loos bedarf eine Nähmaschine bei etwa 700 Stichen in der Minute inklusive der Transmission durchschnittlich 1/20. Pferdekraft, davon entfällt 1/3 auf die Maschine selbst, so dass diese 1/60 Pferdekraft zu ihrem Betrieb erfordert. Dies kann selbstverständlich nur als ein Näherungswert gelten, da die Art der Maschine und besonders die der Arbeit dabei ins Gewicht fällt. Für 16 Maschinen soll 1 Pferdekraft genügen.

## Kennzeichnung einiger Nähmaschinensysteme

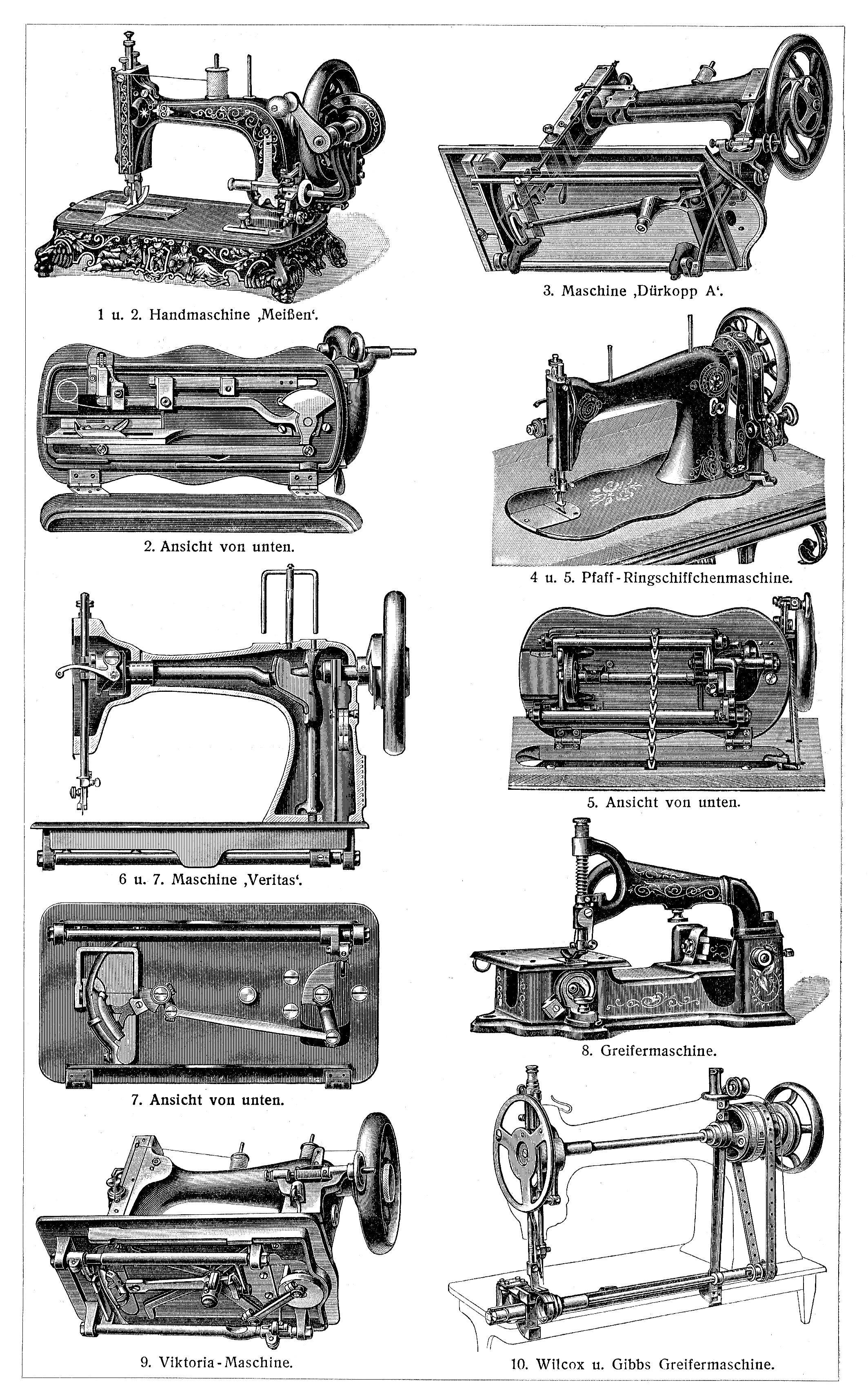
Tafel 1

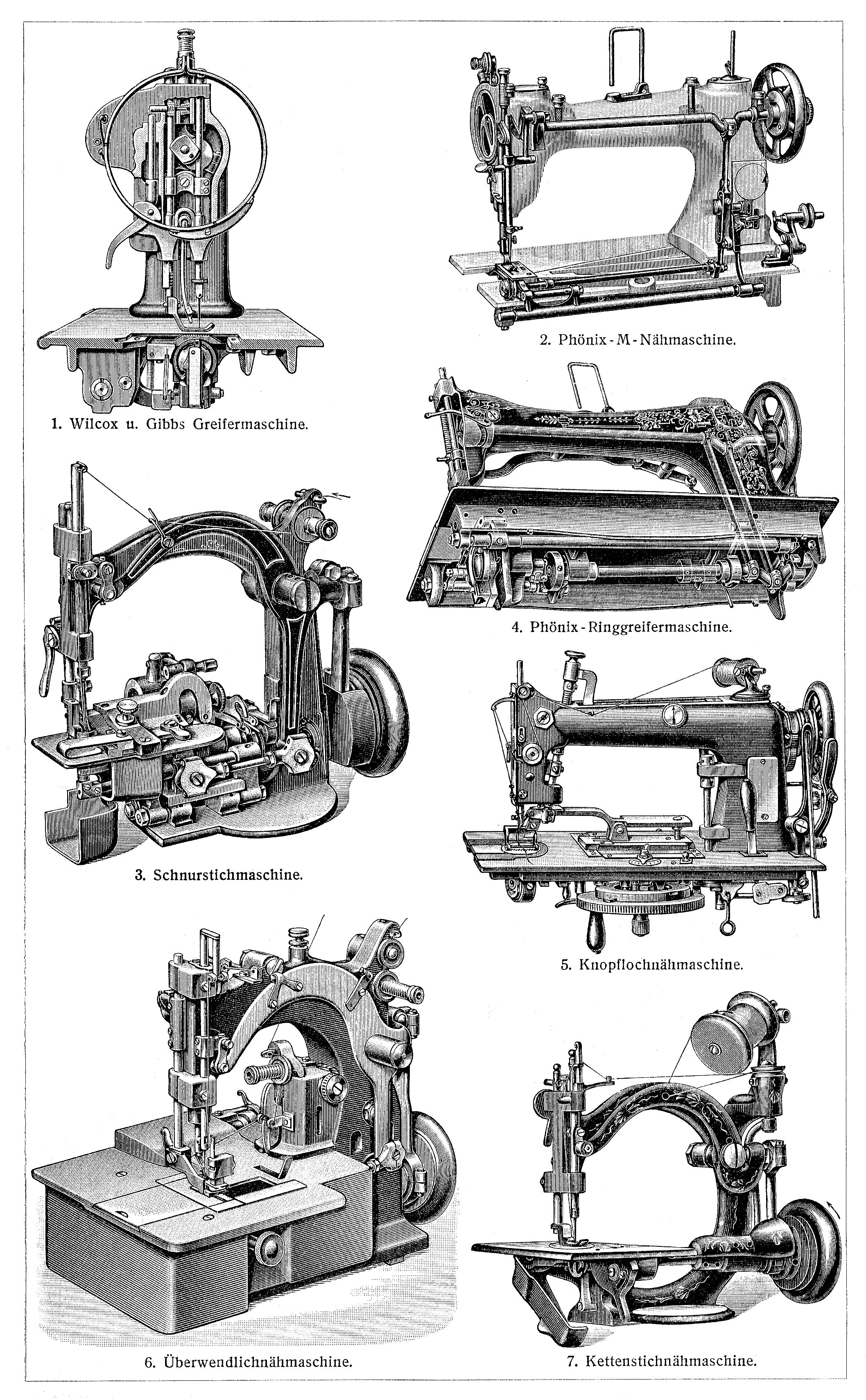
Tafel 2

Die hier beschriebenen Nähmaschinen stammen aus der Zeit von 1900. Wegen ihrer teilweise recht groben Mechanik ist die Funktionsweise aber besser ersichtlich als an einer modernen Maschine.
Tafel I, Fig. 1 und 2. Handmaschine »Meißen« von Biesolt & Locke in Meißen. Gerad-Langschiffchensystem mit ein- und ausrückbarem seitlichen Handbetrieb. Ist dieser ausgerückt, so kann die Maschine auch als Fußmaschine verwendet werden. Der Fadengeber wird durch eine Nadelstange bewegt, die von einer Herzkurve in Verbindung mit einer Kurbelscheibe und Reibrolle betätigt wird. Der Antrieb der unteren Mechanismen geschieht von einer vertikalen Welle, die mit der Antriebswelle durch konische Räder verbunden ist. Der Stoffschieber ist eine Kombination zwischen kraftschlüssiger und zwangläufiger Bauweise. Der Schiffchenschlitten, verbunden mit dem Schiffchenkorb, läuft in einer Geradführung quer zum Stoffschieber und wird mittels eines gewöhnlichen Kurbelmechanismus angetrieben.
Tafel I, Fig. 3. Maschine »Dürkopp A« von Dürkopp u. Komp. in Bielefeld. Bogen-Langschiffchensystem für Fußbetrieb. Fadengeber durch Kurvenwalze bewegt. Schiffchenbewegung erfolgt durch zweiarmigen Hebel in Verbindung mit einem Winkelhebel, welcher der Exzenterstange angekuppelt ist, welche die Stoffschieberwelle dreht. Verkürzung des Stiches erfolgt durch Abrücken des Stoffschiebers vom Vorschubexzenter. Kraftschlüssiger Stoffschieber, der von nur einem Exzenter seine Viereckbewegung erhält. Für Hausgebrauch und Gewerbebetrieb geeignet.
Tafel I, Fig. 4 und 5. Pfaff-Ringschiffchenmaschine von G. M. Pfaff in Kaiserslautern. Greiferschiffchensystem für Fußbetrieb. Fadengeber durch Kurvenwalze bewegt. Greiferschiffchen oszilliert in einem geschlossenen Ring; sein Antrieb erfolgt mittels eines mehrfachen Kurbelmechanismus. Zwangläufige Stoffvorschiebung. Die horizontale Bewegung des Stoffschiebers ist von der Antriebswelle, die vertikale Bewegung von der unteren Nebenwelle abgeleitet. Für gewerbliche Arbeiten geeignet.
Tafel I, Fig. 6 und 7. Maschine »Veritas« von Clemens Müller in Dresden. Bogen-Langschiffchensystem für Fußbetrieb. Fadengeber durch Kurvenwalze bewegt. Antrieb der unteren Mechanismen erfolgt von einer oszillierenden vertikalen Welle, welche die schräg gekröpfte Antriebswelle mittels einer nachstellbaren Gabel umfasst. Zwangläufiger Stoffschieber, der für den Hin- und Hergang von einem auf der horizontalen Welle sitzenden Bogenexzenter und für den Auf- und Niedergang von einer am Schiffchentreiber angebrachten Kurve betätigt wird. Für den Hausgebrauch und Gewerbebetrieb geeignet.
Tafel I, Fig. 8. Greifermaschine mit gebogener Nadel von der Aktiengesellschaft vormals Frister & Rossmann in Berlin. Greifermaschine für Fußbetrieb. Unbewegliche Fadenleitung, daher ohne Fadengeber arbeitend. Kraftschlüssiger, gegabelter Stoffschieber. Näharm in zylindrischen, nachstellbaren Lagern laufend. Besonders für Weißzeugnäherei.
Tafel I, Fig. 9. Maschine »Viktoria« von H. Mundlos u. Komp. in Magdeburg. Bogen-Langschiffchensystem für Fußbetrieb mit Zylinderschiffchen. Fadengeber durch Kurvenwalze bewegt. Zwangläufiger Stoffschieber durch zwei Wellen betätigt. Die Vorschubwelle wird von der oberen Welle aus bewegt. Stichstellung im Arm an gebracht. Welle für die vertikale Bewegung des Stoffschiebers von einer Kurve auf dem Schiffchentreiberhebel betätigt. Für Hausgebrauch und Gewerbebetrieb geeignet.
Tafel I, Fig. 10, und Tafel II, Fig. 1. Dürkopps Schnellnähmaschine von Dürkopp u. Komp. in Bielefeld. Greifersystem W & G, bei dem sich der Greifer links herumdreht und dessen Spitze sich hinter der Nadel befindet. Oberfadenschlinge wird beim Übergang über die Unterfadenspule um 180° gedreht, aber wieder zurückgedreht. Rückwärtsnähend bildet sich der verknotete Doppelsteppstich. Greifer macht drei Umdrehungen während des einmaligen Auf- und Abganges der Nadel. Antrieb der Greiferwelle durch Stifträder und gelochten Riemen. Gleichförmig umlaufender Fadengeber. Stichstellung durch Verschiebung eines Kreisexzenters senkrecht zur Hauptwelle. Zapfengelenke sind durch Blattfedergelenke ersetzt (Fig. 12). Maschine bis 2500 Stiche in der Minute machend, für Kraftbetrieb geeignet.
Tafel II, Fig. 2. Phönix-M-Maschine von Baer & Rempel in Bielefeld. Greifersystem, bei dem sich der Greifer rechts herumdreht und seine Spitze sich vor der Nadel befindet. Oberfaden wird beim Übergang über die Unterfadenspule um 180° gedreht, aber wieder zurückgedreht. Vor- und rückwärtsnähend, bildet sich der einfache Doppelsteppstich. Antrieb der Greiferwelle von gekröpfter Hauptwelle durch geschlitzte Schubstange und Kulissenkurbel, Spulengehäuse mit Rippe versehen und in Nut des Greiferkessels laufend. Ungleichförmig umlaufender Fadengeber. Bis 2500 Stiche in der Minute, eignet sich für Kraftbetrieb.
Tafel II, Fig. 3. Schnurstichmaschine von E. Böttcher in Berlin mit zwei öhrspitzigen Nadeln. Maschine hat Säumer sowie Stoffabschneider. Sie ist als Zylindermaschine gebaut und dient daher zum Nähen von wollenen Schlauchwaren, die einer besonders elastischen Naht bedürfen. Zwangläufiger Stoffschieber. Fadengebung durch die Nadelstange.
Tafel II, Fig. 4. Phönix-Ringgreifermaschine von Baer & Rempel in Bielefeld. Ringgreifermaschine nach Wheeler-&-Wilson-System. Greifer liegt exzentrisch zum Treiber und rotiert ungleichförmig infolge der Verbindung der hinteren unteren Welle mit der vorderen Greiferwelle durch eine sogen. Kurbelkuppelung. Stoffschieber schiebt vor- und rückwärts. Stoffpresserlüfter. Umklappbarer Garnrollenstift. Für Tuch- und Lederarbeiten geeignet.
Tafel II, Fig. 5. Doppelsteppstich-Knopflochnähmaschine »Perfecta« von James Gutmann in Berlin. Besäumung des Knopflochs geschieht durch seitlich schwingende Nadel und Vorschub desselben mittels Stoffklemme, deren Fortbewegung von unterhalb der Nähplatte befindlichen Mechanismen erfolgt. Verriegelung an beiden Enden des Knopflochs. Ist dasselbe auf beiden Seiten besäumt und sind beide Enden verriegelt, so trennt eine selbsttätig wirkende Schneideeinrichtung die Saumkanten voneinander. Maschine rückt bei höchstem Nadelstande selbsttätig aus. Sie ist für Wäschefabrikation bestimmt. Leistung: 1500–2000 Knopflöcher in 10 Stunden.
Tafel II, Fig. 6. Interlock-Überwendlich-Nähmaschine der Union Nähmaschinenfabrik, G.m.b. H. in Stuttgart. Die Maschine dient zum Besäumen der Kanten von Trikotwaren oder zum Zusammennähen von stumpf aneinander stoßenden Waren mittels Überwendstichs. Der Nadelfaden wird über die Stoffkante durch einen quer zur Naht schwingenden Greifer gezogen und mit einem durch einen Vorleger im Zickzack gelegten Faden verkettelt. Für letzteren ist wie für den Nadelfaden eine besondere Fadengebung vorgesehen. Der Stoffschieber ist ganz zwangläufig. Um die Naht recht elastisch ausfallen zu lassen, befindet sich vor den Stoffschieberzähnchen eine Reihe Stoffstauchzähnchen, die eine eigene Bewegung gegenüber den ersteren haben und dadurch den Stoff stauchen. Maschine für Kraftbetrieb bestimmt, macht 3000 Stiche in der Minute.
Tafel II, Fig. 7. Kettenstichmaschine von E. Böttcher in Berlin mit zweispitzigem Wilcox-&-Gibbs-Greifer, automatischer Spannung mit kontrollierbarer Fadenausgabe. Fadenhebel und Stoffabschneider. Zur Fabrikation von Wollwaren und Trikotagen geeignet.

## Arbeitsbedingungen
Der folgende Abschnitt, im Originalzitat von 1905, beschreibt die teilweise schlechte Ergonomie der Hand- und Fußnähmaschinen. Ähnliches gibt es etwa von der Handstickmaschine zu berichten, beispielsweise im Artikel St. Galler Stickerei. Ein bemerkbarer Unterschied ist lediglich, dass die Stickmaschine fast ausschließlich von Männern, die Nähmaschine aber ebenso ausschließlich von Frauen bedient wurde.

„Die gewerbliche Nähmaschinenarbeit, bei der die Maschine durch den Fuß bewegt wird, erzeugt bei gesunden Mädchen und Frauen nicht selten allerlei nervöse Störungen (Herzklopfen, Ohrensausen, Kreuz- und Lendenschmerzen), besonders aber werden die Unterleibsorgane betroffen. Unterleibskranke Frauen werden fast immer geschädigt. Bei großer Anstrengung treten Beschäftigungsneurosen ein, Muskelschmerzen, Störungen in der Ernährung der Muskeln etc. Überanstrengung des Herzens kann zu dauerndem Siechtum führen. Bei anhaltender Nähmaschinenarbeit treten oft auch Verdauungsstörungen auf, unter denen die Gesamternährung leidet. Ebenso werden Unterleibskrankheiten erzeugt, und für schwangere Frauen ist die Nähmaschinenarbeit sehr schädlich. Jugendliche Personen leiden nicht selten durch die lange vornübergebeugte Haltung, die zu Verkrümmungen, hoher Schulter etc. führt. Alle Schädigungen treten in erhöhtem Maß auf bei sehr langer Arbeitszeit, bei Beschäftigung zu junger Mädchen, in schlechten Arbeitsräumen, beim Zusammenarbeiten mit Tuberkulösen und bei durch den geringen Verdienst gebotener schlechter Ernährung. Die Schädigungen, welche die Nähmaschinenarbeit als solche hervorruft, lassen sich fast vollständig vermeiden, wenn die Maschine durch einen Motor angetrieben wird.“

## Geschichte
Der folgende Absatz dokumentiert die Entwicklung der Maschinennähverfahren im 19. Jahrhundert. Zur allgemeinen Geschichte der Nähmaschinen siehe den Hauptartikel.
Die ersten Versuche, auf mechanischem Wege zu nähen, datieren aus dem Ende des 18. Jahrhunderts. 1790 nahm Th. Saint ein englisches Patent auf eine Maschine zum Sohlennähen, die mit einem endlosen Faden arbeitete und wahrscheinlich den Kettenstich herstellte. J. Madersperger in Wien benutzte zuerst (1807–39) zwei Fäden zur Bildung einer Naht und lehnte sich an das Verfahren des Webens an. Er bediente sich auch schon der öhrspitzigen Nadel. Seine Maschine, die zum Abnähen von Steppdecken bestimmt war, hatte wegen ihrer konstruktiven Unvollkommenheit keinen Erfolg. Thimonnier baute 1830 eine brauchbare, den Kettenstich herstellende Maschine, die angeblich in 80 Exemplaren ausgeführt wurde und besonders zur Herstellung von Militärkleidung benutzt wurde.
Mit wirklichem Erfolg löste Howe 1845 das Problem des Maschinennähens, weil er die richtige Idee zu dessen Lösung erfasste und sie auch konstruktiv in genügender Weise auszuführen verstand. Hunt in New York hatte 1834 eine Maschine nach Howes Prinzipien gebaut, aber keinen Erfolg erzielt. Howe benutzte zu seiner Maschine als Stichbildungsorgan eine Nadel, an der das Öhr sich nahe an der Spitze befand, und ein Weberschiffchen. Unvollkommen war bei seiner Maschine die nicht kontinuierliche Stoffvorschiebung. Sie geschah mittels einer durch Trieb und Zahnstange bewegten Heftplatte, auf die der Stoff aufgesetzt wurde. Diese, auf die Länge der Zahnstange beschränkte Transportweise, die überdies nur das Nähen gerader Nähte gestattete, musste der allgemeinen Einführung der Nähmaschine hinderlich sein. Singer verbesserte 1851 die Stoffvorschiebung durch die Anwendung eines unterhalb des Stoffes befindlichen, fein gezahnten Schaltrades in Verbindung mit einem unter Federdruck stehenden, auf den Stoff drückenden Stoffpresserfuß. Da jedoch hierbei der Stoff beständig unter Druck auf dem Transportrad liegt, so ist dessen Lenkbarkeit ungenügend. Dies erkennend, ersann Wilson 1852 den kontinuierlich wirkenden Stoffschieber mit Viereckbewegung, der, weil er nach Vollendung jeden Stiches unter die Nähplatte sinkt, der Lenkbarkeit des Stoffes nicht hinderlich ist.
Wickersham erfand 1853 die Transportierung von oben, indem er den gezahnten Drückerfuß als Stoffschieber benutzte. Mit diesen Erfindungen war der Nähmaschinenbau zu einem vorläufigen Abschluss gelangt. Die weitere Ausbildung der Schlingenfänger war bei dem Streben, die Howeschen Patente zu umgehen, auch nicht vernachlässigt worden. Wilson hatte schon 1851 den Greifer zur Herstellung des Doppelsteppstichs und Grover 1852 die Zirkuliernadel zur Erzeugung des Schnurstichs erfunden. Gibbs folgte 1857 mit der Erfindung des Kettenstichgreifers. Diese wertvollen Erfindungen haben in kurzer Zeit die Nähmaschine für Gewerbe und Familienzwecke gebrauchsfähig gemacht und erklären die so schnelle Entwicklung der Nähmaschinenindustrie in den Vereinigten Staaten von Nordamerika. Hier waren bis 1859 bereits 104.000 Maschinen konstruiert und abgesetzt worden. Da die Kettenstichnähmaschinen den Nachteil der leicht lösbaren Naht haben, die Schnurstichmaschinen zu viel Garn verbrauchen und die mit gekrümmter Nadel in ihren Verrichtungen leicht versagen, so wurden alle diese Maschinen aus dem Familiengebrauch nach und nach durch die von Singer 1859 in den Handel gebrachte A-Maschine (Tafel I, Fig. 1 und 2) verdrängt. Mit der Einführung dieses Systems entwickelte sich namentlich die deutsche Nähmaschinenindustrie zu großer Blüte. Sie ist ausschließlich für dessen Vervollkommnung eingetreten.
Die Wheeler & Wilson Co. stellte 1873 auf der Wiener Weltausstellung 1873 ihre geradnadelige, von House konstruierte Wheeler & Wilson Nr. 8-Maschine aus, die vor der ältern Maschine den Vorzug hat, dass Stich für Stich gleich fertig gebildet wird. Erreicht wird dies durch die ungleichförmige Bewegung der Greiferwelle unter gleichzeitiger Anwendung eines durch ein Kurvengetriebe bewegten Fadengebers (Tafel II, Fig. 4). Weil man der Singer-A-Konstruktion einen schweren Gang, besonders hervorgerufen durch den in einer Gleitbahn gerade geführten Schiffchenschlitten, vorwirft, so entstanden neben der Wheeler & Wilson Nr. 8 eine Reihe von Schiffchenmaschinen (White, Domestic, New Home sowie andre und später die Vibrating Shuttle der Singer Company), die, nach Art der ältern Grover & Baker-Schiffchenmaschine, ein im Bogen frei schwingendes Schiffchen haben (Tafel I, Fig. 3 und 6, 7, 9). Nebenbei wurde an diesen Maschinen der Durchgangsraum vergrößert; es entstanden hocharmige Maschinen.
Die Schiffchenmaschinen genügen wegen ihres langsamen Ganges dem Gewerbe nicht durchweg. Nach dem Vorgange Leslies trat daher die Singer Co. Ende der 1870er Jahre mit einem neuen Schlingenfängertypus auf. Sie brachte die von Diehl u. Miller konstruierte, speziell für gewerbliche Zwecke bestimmte Ringschiffchenmaschine mit oszillierendem Greiferschiffchen auf den Markt (Tafel I, Fig. 4 und 5). Die Wheeler & Wilson folgte diesem Vorgehen mit der Konstruktion der Ringgreifermaschine (Tafel II, Fig. 4), bei welcher der Ringgreifer exzentrisch zum Treiber gelagert ist, was das ungehinderte Durchschlüpfen des Nadelfadens zwischen Greifer und Treiber ermöglicht. Die Standard Co. in den Vereinigten Staaten von Nordamerika hatte gleichzeitig eine andere von den Gebr. Mack erbaute Ringgreifermaschine in den Handel gebracht, bei welcher der Greifer abwechselnd durch zwei Stifte, die ihre Bewegung von einem Kurvengetriebe erhalten, angetrieben wird. Die Wheeler & Wilson Co. hat später die Wheeler & Wilson Nr. 8 umkonstruiert und dabei nach Art der Singer-Ringschiffchenmaschine den Fadengeber zweckmäßig vorn in den Arm gelegt. Später hat diese Gesellschaft eine Maschine W. G, W. Nr. 11 herausgebracht, deren Greifer nach dem Vorgange Wardwells inwendig eine Nute besitzt, in der das Spulengehäuse gelagert ist, durch diese Anordnung die Anwendung der sonst üblichen Brille zum Halten des Spulengehäuses vermeidend. Später konstruierte die Singer Co., um große Spulen anwenden zu können, eine Maschine mit oszillierendem Ringgreifer unter Beibehaltung des Antriebsmechanismus ihrer Ringschiffchenmaschine. Die oszillierende Bewegung macht dabei besondere Einrichtungen entbehrlich, die das ungehinderte Vorbeischlüpfen des Oberfadens zwischen Treiber und Schlingenfänger bezwecken. Das Verlangen, die Nähgeschwindigkeit zu erhöhen, bewog die Wilcox & Gibbs Co. zur Konstruktion eines rotierenden Fadengebers (Tafel I, Fig. 10, und Tafel II, Fig. 1).